# 戴宏 (漢朝)
戴宏（2世纪—2世纪），济北人，東漢學者、官員。

## 生平
戴宏的父亲曾任胶东县丞，戴宏十六岁时随父赴任，住在县丞馆舍。胶东侯相吴祐曾听到他诵读的声音，以为奇，厚待之，亦与他为友，他后来成为儒宗，知名东夏，官至酒泉太守。
著有《解疑论》一卷。